# Desa Muktisari (administrativ by i Indonesien, Jawa Barat)
Desa Muktisari är en administrativ by i Indonesien.   Den ligger i provinsen Jawa Barat, i den västra delen av landet, 210 km sydost om huvudstaden Jakarta.